# مجمع حديقة الزينة وحمام السباحة في البتراء

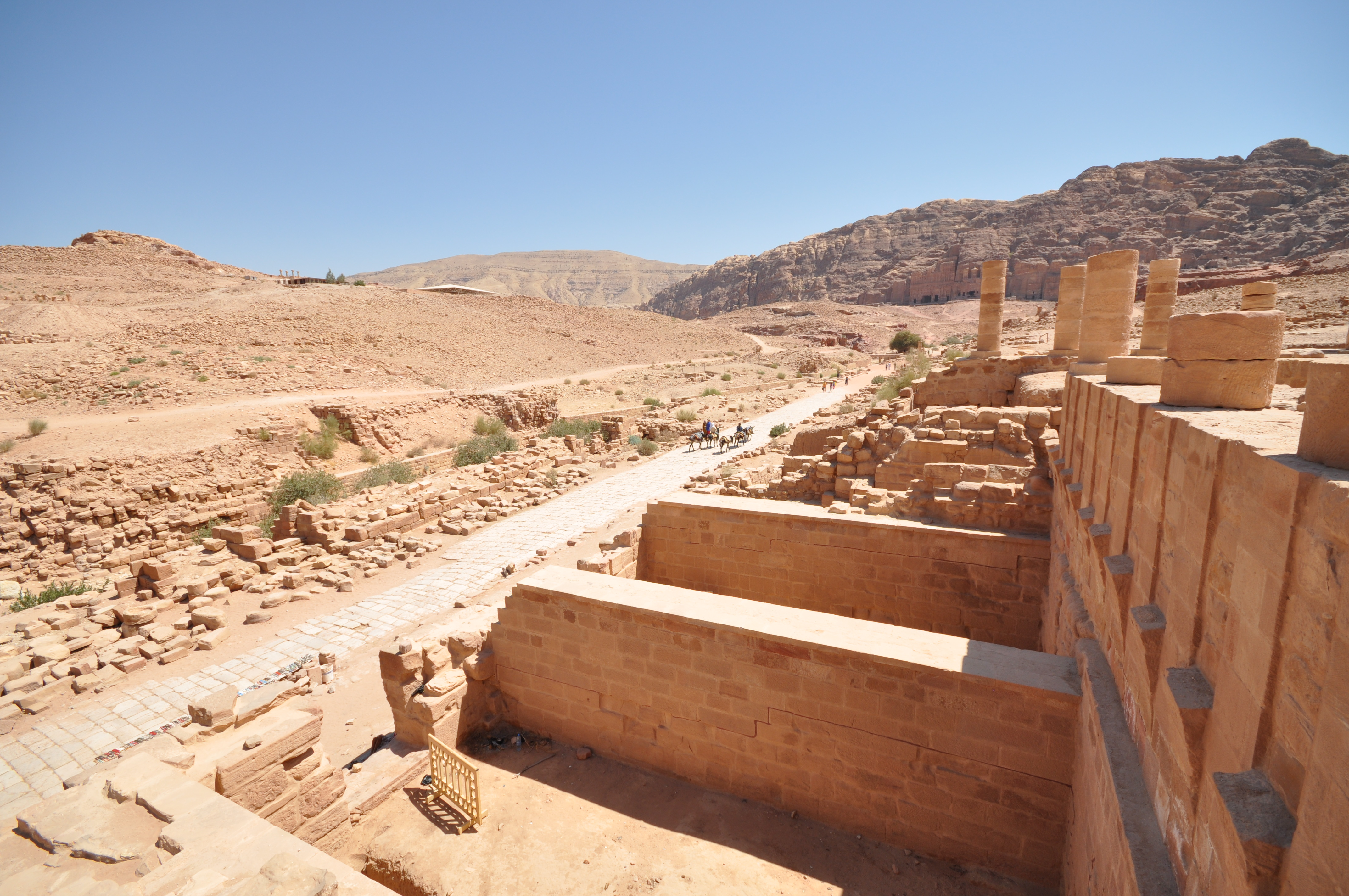
مجمع حديقة الزينة وحمام السباحة

يُعتبر مجمع حديقة الزينة وحمام السباحة في البتراء اسمًا لمجموعة من الهياكل داخل وسط مدينة البتراء. قيل في الأصل أنها منطقة سوق تجاري. وقد سمحت الحفريات في الموقع للعلماء بتحديدها كحديقة نبطية معقدة، تضم مسبحًا كبيرًا وجناحًا للجزيرة ونظامًا هيدروليكيًا مائياً معقدًا.هذا هو المثال الوحيد المعروف لمثل هذا الهيكل في البتراء أو في المواقع النبطية الأخرى في المنطقة، وبالتالي برز في المناقشات حول ثروات النخبة في البتراء ودور المياه في عرض القوة والهيبة. في حين أن الهياكل الأخرى، مثل نيمفيوم القريبة، تتطلب أيضًا بنية تحتية لإدارة المياه، لذلك يعد مجمع حديقة الزينة وحمام سباحة البتراء مميزاً وفريداً بما يحتويه من الهيدرولوجيا المائية، والنباتات الغريبة، والهندسة المعمارية.

## الموقع والغرض
يقع المجمع على طول الشارع الرئيسي المورق في وسط البتراء، بين المعبد الكبير وما يسمى «السوق الأوسط». يشير موقعه إلى أهمية البنية في الحياة المدنية المحلية، ومن الصعب معرفة كيفية عمل هذا المجمع فيما يتعلق بالمعبد الكبير وغيرها من الهياكل المجاورة لأن الغرض من المباني القريبة لا يزال غير واضح.

## الوصف
يقع المجمع على سلسلة من التراسات الكبيرة التي يبلغ حجمها 65 × 85 متر. وقد أظهرت الحفريات والدراسة النباتية أن هذه المدرجات قد تحتوي على حديقة كبيرة للزينة. كانت الحديقة متشعبة بواسطة ممرات وهياكل أصغر. إلى الخلف من حديقة الزينة فيما يتعلق بالشارع الموروثة، يوجد حمام سباحة بطول 43 × 23 متر وعرضه وعمق 2.5 متر.وقد حسب علماء الآثار أن هذا المجمع كان يمكن أن يحمل أكثر من 2000 متر مكعب من المياه. في وسط حمام السباحة وقفت جناح على قاعدة التمثال من الحجر الرملي. تكشف شظايا من هذا الهيكل وغيره أن المجمع بأكمله قد تم رسمه باللون الأحمر الداكن والبرتقالي والأزرق الساطع، إلى جانب الماء والنباتات الغريبة، والذي كان سيخلق مشهدًا مذهلاً للزائرين الذين يدخلون المدينة من الصحراء المحيطة. يوجد خلف الهيكل بأكمله وجه جرف بارتفاع 16 متراً، يحمل علامات على التعديل الهيدرولوجي المحتمل استخدامه لتوجيه المياه إلى المجمع ولإحداث تأثيرات مائية متتالية.

## التاريخ
استنادًا إلى الحفريات، يبدو أن المجمع قد تم بناؤه في عهد الملك النبطي، أريتاس الرابع (9 ق.م. - 40 م) وظل قيد الاستخدام في جميع أنحاء الضم الروماني للمدينة في عام 106 م. حدد علماء الآثار تسع مراحل مميزة على الأقل للموقع. وتشمل هذه الفترات المبكرة من الاحتلال والبناء والتجديد، تليها التخلي عن المجمع في وقت ما من أواخر القرن الثاني إلى الثالث الميلادي. بحلول وقت وقوع زلزال 363 م، كان المجمع غير مستخدم بالفعل وأصيب بأضرار كبيرة. هناك أدلة على أن الموقع تم استخدامه للأغراض الزراعية في معظم الفترة البيزنطية المتأخرة ويبدو أنه استمر في تقديم هذه الوظيفة حتى منتصف القرن العشرين.